# 1649 Fabre
1649 Fabre (1951 DE) là một tiểu hành tinh vành đai chính được phát hiện ngày 27 tháng 2 năm 1951 bởi Boyer, L. ở Algiers.